# 永堀美穂
永堀 美穂（ながほり みほ、1961年7月25日 - ）は、日本の女性声優、ナレーター。東京都出身。駒澤短期大学国文科卒。現在はフリー。

## 人物
以前はアーツビジョン、オフィス・ワットに所属していた。

## 出演
太字はメインキャラクター。

### テレビアニメ
- しましまとらのしまじろう（女の子B、カバおばさん、モップの母、ポンポンの母、通行人B、看護婦、サイ委員、婦人委員）
- それいけ!アンパンマン（チャーシューくん〈初代〉、ミミ先生〈代役〉）

1990年
- 魔法のエンジェルスイートミント（ピット、女の子C）

1991年
- おにいさまへ…（生徒A、メンバーズB）
- 機甲警察メタルジャック（母親の声）

1994年
- マクロス7（ジャネット・ジョンソン）

1998年
- サイレントメビウス（レビア・マーベリック）

1999年
- 宇宙海賊ミトの大冒険（保健の先生）
- ∀ガンダム（母親）
- パワーストーン（歌手、ジャックの母）

2004年
- 月詠 -MOON PHASE-（静流、フリズ）

### 劇場アニメ
- こどものおもちゃ（1998年、三屋先生）

### OVA
- 暗黒神伝承 武神（1991年、レポーター）
- 新・同棲時代（1992年、田代玲子）
- 続なにわ遊侠伝（1992年、美子）
- 今日から俺は!!（1993年）
- KEY THE METAL IDOL（1995年 - 1996年、場内アナウンス、猯尾谷の人々）
- 腐った教師の方程式（1995年、有沢の母）
- プリンセス・ミネルバ（1995年、オーチェ）
- こどものおもちゃ（1996年、三屋先生）
- 魔法使いTai!（1996年）

### ゲーム
- ギャラクシアン3（1996年、オペレーター）
- ブリガンダイン グランドエディション（2005年、カトレーヌ、アデリシア）

### 吹き替え

#### 映画
- アイアン・イーグル（ジョエニー〈ショウニー・スミス〉）※TBS版
- アメリカン・プレジデント
- エメラルド・フォレスト ※テレビ朝日版
- CATスクワット2 対武装テロ襲撃班 ハイテク要塞コマンドー指令
- シャロウ・グレイブ
- 突撃!グリーン農場をとりもどせ
- 羊たちの沈黙 ※テレビ朝日版
- ヒドゥン2
- プリティ・リーグ
- レインボー

#### テレビドラマ
- Xファイル
- 則天武后
- ピケット・フェンス ブロック捜査メモ
- ロボコップ 最高機密作戦

### CD
- 電脳少女歌劇団
- 君のためなら死ねる（堀川の母）
- ここはグリーン・ウッド
- サイレントメビウス
- サイレントメビウス　DANGER
  - RETURN OF THE SILENT MEBIUS
  - サイレント ラバーズ
  - サイレント WARNING
  - MEBIUS　COLLAGE
  - サイレント　DANDORA　DISC
  - SHINING - CDシングル
- ナムコ ゲーム サウンド エクスプレス VOL.6 スターブレード / ギャラクシアン³ プロジェクト ドラグーン（オペレーター）
- SmileyPaw「しあわせの足跡」

### その他
- たのしいのりものずかん（ナレーション）